# گری باترورث
گری باترورث (انگلیسی: Garry Butterworth؛ زادهٔ ۸ سپتامبر ۱۹۶۹) بازیکن فوتبال اهل بریتانیا است.
از باشگاه‌هایی که در آن بازی کرده‌است می‌توان به باشگاه فوتبال پیتربورو یونایتد، باشگاه فوتبال استمفورد، باشگاه فوتبال داگنم و ردبریج، باشگاه فوتبال کترینگ تاون، باشگاه فوتبال فارن‌بورو، و باشگاه فوتبال ویسبچ اشاره کرد.